# Ivo Grbić
Ivo Grbić (výslovnost ǐːʋo ɡř̩bitɕ; * 18. ledna 1996 Split, Chorvatsko) je chorvatský profesionální fotbalový brankář, který chytá za anglický klub Sheffield United FC a za chorvatskou reprezentaci.

## Klubová kariéra

### Hajduk Split
Narodil se v chorvatském Splitu a v devíti letech přestoupil do akademie Hajduku Split, kde zůstal až do konce své mládežnické kariéry. Jako mládežnický reprezentant od kategorie U14 sklízel chválu od odborníků, jako je například Vladimir Beara. Na začátku sezony 2014/15 se stal brankářskou jedničkou Hajduku Split II v 3. HNL. V A-týmu se objevil v říjnu téhož roku, kdy působil jako náhradní brankář, ale debut si odbyl až 18. dubna 2015 při domácí prohře s Rijekou, kdy inkasoval dva góly v posledních deseti minutách zápasu.

### Lokomotiva Zagreb
Po nedostatku příležitostí začal být frustrovaný ze svého postavení v klubu, a tak nakonec odmítl prodloužení smlouvy a v létě 2018 přestoupil do Lokomotivy Zagreb. Za klub debutoval 28. července 2018 při vítězství 4:0 nad Interem Zaprešić. V sezóně 2019/20 hrál významnou roli v klubu, když skončil druhý v 1. HNL i v poháru a kvalifikoval se do druhého kvalifikačního kola Ligy mistrů.

### Atlético Madrid
Dne 20. srpna 2020 podepsal čtyřletou smlouvu s Atléticem Madrid v hodnotě 3,5 milionu eur, včetně dalších bonusů a procent z dalšího přestupu. Jedná se o jeho první klub mimo rodnou zemi. Debutoval 16. prosince při vítězství 3:0 v Copa del Rey nad Cardassarem. Při tomto debutu udržel čisté konto.

#### Lille (hostování)
Po vítězství v La Lize v sezóně 2020/21 s Atléticem byl na jednu sezónu poslán na hostování do francouzského klubu Lille. Svůj debut v Ligue 1 si odbyl o dva dny později, 21. srpna, při remíze 1:1 se Saint-Étienne. V Lize mistrů debutoval 14. září při bezbrankové remíze s VfL Wolfsburg.

## Reprezentační kariéra
V mládežnických kategoriích si připsal 23 startů za Chorvatsko. Byl členem chorvatského týmu pro Mistrovství Evropy hráčů do 21 let 2019. Během turnaje nastoupil pouze jednou, a to 24. června při remíze 3:3 s Anglií, kdy Chorvatsko vypadlo již ve skupinové fázi.
Dne 17. srpna 2020 obdržel první povolání do seniorského týmu na zářijové zápasy Ligy národů proti Portugalsku a Francii. Debutoval však až 11. listopadu 2021, kdy nastoupil při vítězství 7:1 nad Maltou v kvalifikaci na Mistrovství světa 2022.

## Osobní život
Za svůj idol považuje Olivera Kahna. Jeho otec Josip byl v sezoně 2010/11 úřadujícím prezidentem Hajduku Split. Zemřel v roce 2016.
Po svém debutu za Atlético Madrid měl pozitivní test na covid-19, ale neměl žádné příznaky.

## Kariérní statistiky

### Klubové
Aktualizováno 6. února 2022
| Klub              | Sezóna         | Liga           | Liga   | Liga | Pohár  | Pohár | Kontinentální | Kontinentální | Celkem | Celkem |
| Klub              | Sezóna         | Soutěž         | Zápasy | Góly | Zápasy | Góly  | Zápasy        | Góly          | Zápasy | Góly   |
| ----------------- | -------------- | -------------- | ------ | ---- | ------ | ----- | ------------- | ------------- | ------ | ------ |
| Hajduk Split      | 2014–15        | Prva HNL       | 3      | 0    | 0      | 0     | 0             | 0             | 3      | 0      |
| Hajduk Split      | 2015–16        | Prva HNL       | 4      | 0    | 0      | 0     | 0             | 0             | 4      | 0      |
| Hajduk Split      | 2016–17        | Prva HNL       | 0      | 0    | 1      | 0     | 0             | 0             | 1      | 0      |
| Hajduk Split      | Celkem         | Celkem         | 7      | 0    | 1      | 0     | 0             | 0             | 8      | 0      |
| Hajduk Split II   | 2017–18        | Druga HNL      | 18     | 0    | –      | –     | –             | –             | 18     | 0      |
| Lokomotiva Zagreb | 2018–19        | Prva HNL       | 36     | 0    | 0      | 0     | —             | —             | 36     | 0      |
| Lokomotiva Zagreb | 2019–20        | Prva HNL       | 35     | 0    | 3      | 0     | —             | —             | 38     | 0      |
| Lokomotiva Zagreb | Celkem         | Celkem         | 71     | 0    | 3      | 0     | 0             | 0             | 74     | 0      |
| Atlético Madrid   | 2020–21        | La Liga        | 0      | 0    | 1      | 0     | 0             | 0             | 1      | 0      |
| Lille (hostování) | 2021–22        | Ligue 1        | 21     | 0    | 2      | 0     | 6             | 0             | 29     | 0      |
| Kariéra celkem    | Kariéra celkem | Kariéra celkem | 117    | 0    | 7      | 0     | 6             | 0             | 130    | 0      |

### Reprezentační
Aktualizováno 14. listopadu 2021
| Národní tým | Rok    | Zápasy | Góly |
| ----------- | ------ | ------ | ---- |
| Chorvatsko  | 2021   | 2      | 0    |
| Celkem      | Celkem | 2      | 0    |

## Úspěchy

### Hajduk Split
- Vítěz Chorvatského poháru: 2017/18

### Lokomotiva Zagreb
- Vítěz Chorvatského poháru: 2019/20

### Atlético Madrid
- La Liga: 2020/21